# 圣乔治迪维耶夫尔
圣乔治迪维耶夫尔（法語：Saint-Georges-du-Vièvre，法語發音：[sɛ̃ ʒɔʁʒ dy vjɛvʁ]）是法国厄尔省的一个市镇，位于该省西北部，属于贝尔奈区。

## 地理
圣乔治迪维耶夫尔（49°14'39"N, 0°35'9"E）面积10.19 平方千米，位于法国诺曼底大区厄尔省，该省份为法国北部内陆省份，北起滨海塞纳省，西接奧恩省和卡爾瓦多斯省，南至厄尔-卢瓦省，东临瓦兹省、瓦兹河谷省和伊夫林省。
与圣乔治迪维耶夫尔接壤的市镇（或旧市镇、城区）包括：圣艾蒂安拉列、勒梅尼勒圣让。

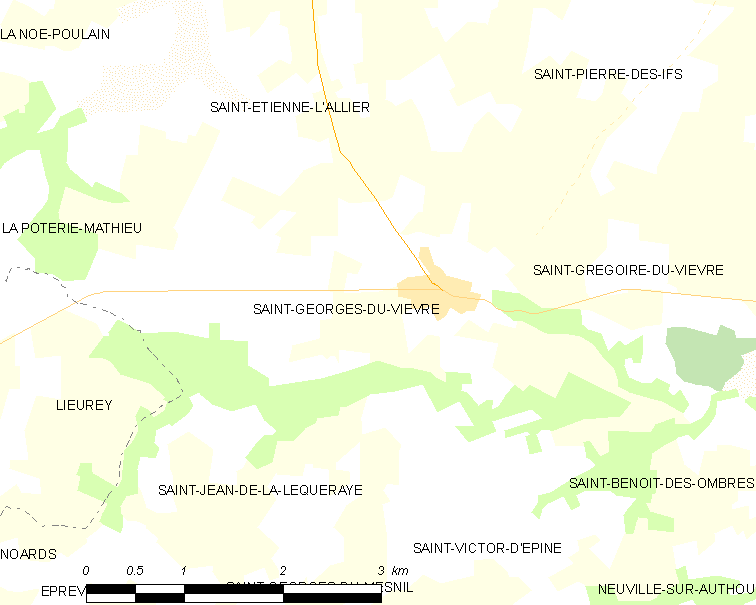
圣乔治迪维耶夫尔的OSM定位图

圣乔治迪维耶夫尔的时区为UTC+01:00、UTC+02:00（夏令时）。

## 行政
圣乔治迪维耶夫尔的邮政编码为27450，INSEE市镇编码为27542。

## 政治
圣乔治迪维耶夫尔所属的省级选区为伯兹维尔县。

## 人口

1962-2008年间圣乔治迪维耶夫尔人口变化图示

圣乔治迪维耶夫尔于2022年1月1日时的人口数量为894人。